# Судинна проникність

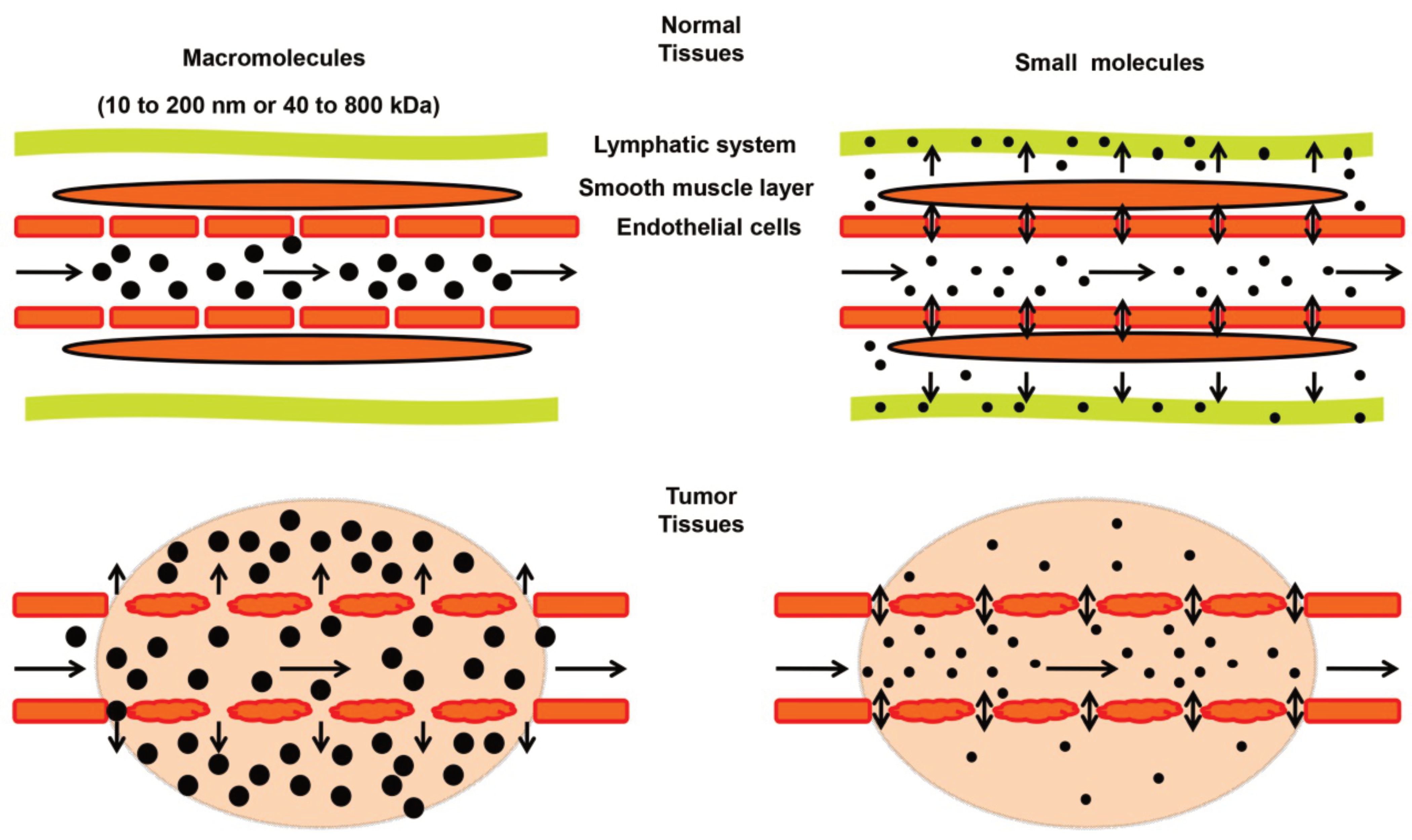
Різниця в проникності судин між нормальною тканиною та пухлиною

Судинна проникність, часто у формі проникності капілярів або проникності мікросудин, характеризує здатність стінки кровоносної судини пропускати потік малих молекул (таких як ліки, поживні речовини, вода або іони) або навіть цілих клітин (таких як лімфоцити на шляху до осередка запалення) у судину та з неї. Стінки кровоносних судин зсередині покриті шаром ендотеліальних клітин. Розмір проміжків між ендотеліальними клітинами (місця з'єднання клітин) суворо регулюється залежно від типу та фізіологічного стану тканини.
Існує кілька методів вимірювання проникності судин для певних молекул. Наприклад, канюлювання однієї мікросудини за допомогою мікропіпетки: мікросудину перфузують під певним тиском, перекривають її нижче за течією, і тоді швидкість потоку речовини крізь судину буде пов'язана з проникністю. Інший метод використовує багатофотонну флуоресцентну прижиттєву мікроскопію, за допомогою якої потік пов'язують з інтенсивністю флуоресценції, а проникність оцінюють за допомогою перетворення Патлака.
Прикладом підвищеної проникності судин є початкове ураження пародонту, при якому ясенне сплетення набрякає та розширюється, що дозволяє великій кількості нейтрофілів потрапляти в судини та з'являтися в межах сполучного епітелію та підлеглої сполучної тканини.